# Tlacotalpan
Tlacotalpan är en stad och världsarv i Mexiko.   Den ligger i kommunen Tlacotalpan och delstaten Veracruz, i den sydöstra delen av landet, 400 km öster om huvudstaden Mexico City. Tlacotalpan ligger 9 meter över havet och antalet invånare var 8 704 år 2015.
Området har varit befolkat sedan förkolonial tid. Staden grundades som en hamnstad vid Río Papaloapan i mitten av 1500-talet och är i dag huvudort i kommunen med samma namn.
Tlacotalpan fick världsarvsstatus 1998. Unescos motivering var: "Tlacotalpans urbana layout och dess arkitektur representerar en sammansmältning av spanska och karibiska traditioner av exceptionell betydelse och kvalitet. Dess enastående karaktär ligger i dess stadsbild med breda gator och anspråkslösa hus i en översvallande variation av stilar och färger, och många fullvuxna träd i allmänna och privata öppna områden." (Unesco, 1998.)
Namnet "Tlacotalpan" är Nahuatl och betyder "platsen mellan floderna", liknande "Mesopotamien".

## Kyndelsmässofirande
Kyndelsmässofirandet är en betydande festhögtid i denna stad. Festivalen inleds den 31 januari och varar fram till den 9 februari. Man klär sig i traditionella folkdräkter, lagar traditionell mat såsom arroz a la tumbada (ris kokat i fiskbuljong), pescado a la veracruzana (fisk, med tomater, oliver, chili och lök), vita gorditas (ett sött bröd, i storlek som en engelsk muffin, longaniza (en typ av korv), enchilada, naranjas rellenas (fyllda apelsiner), och dulce de leche (liknande karameller). “La Virgen de la Candelaria” (en Jungfru Maria-staty) tas ut på gatorna i samhället för att välsigna fiskandet och folket. Längst fram i processionen går den romersk-katolska ärkebiskopen i Veracruz, följd av regionens mest betydande katolska brödraskap. Orkestern från sjökrigsskolan i närliggande Antón Lizardo spelar och fyrverkerier skjuts nattetid.